# Truncatoflabellum zulense
Espèce
Truncatoflabellum zulense est une espèce de coraux appartenant à la famille des Flabellidae.